# Mario Obulgen
Juan Mario Obulgen (Camilo Aldao, provincia de Córdoba, 7 de octubre de 1967) es un exfutbolista, ayudante de campo y entrenador de fútbol argentino que actualmente es ayudante de campo de Walter Lemma en la división reserva del Club Atlético Talleres, que compite en el Torneo de Reserva de AFA.
Desde 2013 forma parte del cuerpo técnico de inferiores de Talleres, y llegó a dirigir algunos partidos del primer equipo del club.

## Clubes

### Como jugador
| Club                | País      | Año         |
| ------------------- | --------- | ----------- |
| Talleres            | Argentina | 1986 - 1994 |
| FC Wil              | Suiza     | 1994 - 1995 |
| Atlético de Rafaela | Argentina | 1995 - 1996 |

### Como entrenador
| Club          | País      | Año         |
| ------------- | --------- | ----------- |
| Sarmiento (L) | Argentina | 2007        |
| Sarmiento (L) | Argentina | 2011 - 2012 |
| Talleres      | Argentina | 2014        |